# Sengoku Basara 3
Sengoku Basara 3 (Nhật: 戦国BASARA3 Hepburn: Sengoku Basara Surī) bản tiếng Anh gọi là Sengoku Basara Samurai Heroes, là một game hành động hack and slash được Capcom phát triển và phát hành vào năm 2010. Đây là phần thứ ba trong dòng game Sengoku Basara và là tựa game duy nhất trong sê-ri được phát hành trên toàn thế giới. Nó được phát hành cho PlayStation 3 và Wii vào tháng 7 năm 2010 tại Nhật Bản và trên toàn thế giới vào tháng 10.

## Lối chơi
Phong cách chiến đấu "hack and slash" (chặt chém) nhấn mạnh vào các chiến trường lớn và một yếu tố chiến lược. Sức mạnh của nhân vật bị điều khiển cho phép chiến công hủy diệt siêu phàm chống lại nhiều lính địch, và các trận chiến xoay quanh việc đánh bại số lượng lớn quân địch. Ngoài ra, người chơi hoàn thành các nhiệm vụ (nói chung) bằng cách đánh bại "đội trưởng gác cổng" và cuối cùng là tay trùm và/hoặc trùm phụ. Sengoku Basara 3 trộn lẫn lối chơi bằng cách thêm vào các mục tiêu khác, chẳng hạn như bảo vệ lâu đài hoặc phá hủy kho dự trữ lương thực của quân địch. Sự độc đáo của mỗi nhân vật cho phép các kiểu chiến đấu khác nhau, chẳng hạn như những kiểu tập trung vào việc đánh một số lượng lớn quân địch so với chỉ tập trung đánh vào một số ít (khá hay để giết trùm). Tuyệt kỹ Combo có thể được thực hiện dễ dàng và các nhân vật có khả năng tăng cấp bằng cách hoàn thành các chiêu thức, cuối cùng là mở khóa các kỹ năng và/hoặc thêm sức mạnh bổ sung cho các nhân vật hiện có. Mua lại vũ khí và tùy biến cũng là một yếu tố không thể thiếu trong game.

## Nhân vật
Nhân vật được đánh dấu (*) là các NPC không thể chơi được (ngoại trừ Takeda Shingen chỉ có mặt trong các đoạn phim cắt cảnh) trong bản gốc đã có thể chơi được trong bản mở rộng Sengoku Basara 3 Utage

In đậm biểu thị các nhân vật khởi đầu trong bản chính và Sengoku Basara 3

Matsunaga Hisahide (**) từng xuất hiện trong Sengoku Basara 2 Heroes với tư cách là một NPC nhưng anh ta xuất hiện lần đầu tiên có thể chơi được trong Sengoku Basara 3 Utage
| SB                | SB2                 | SB3 (SH)                 |
| ----------------- | ------------------- | ------------------------ |
| Date Masamune     | Maeda Keiji         | Tokugawa Ieyasu (bản cũ) |
| Sanada Yukimura   | Chōsokabe Motochika | Ishida Mitsunari         |
| Honda Tadakatsu   | Mōri Motonari       | Ōtani Yoshitsugu         |
| Shimazu Yoshihiro | Oichi               | Saika Magoichi           |
| Oda Nobunaga      | Fūma Kotarō         | Kuroda Kanbei            |
| Sarutobi Sasuke*  | Katakura Kojūrō*    | Tsuruhime                |
| Uesugi Kenshin*   | Hōjō Ujimasa*       | Matsunaga Hisahide**     |
| Kasuga*           |                     | Kobayakawa Hideaki*      |
| Takeda Shingen*   |                     | Tenkai*                  |
| Maeda Toshiie*    |                     | Tachibana Muneshige*     |
| Matsu*            |                     | Ōtomo Sōrin*             |
|                   |                     | Mogami Yoshiaki*         |

### Regional Warlords
Nhân vật NPC đóng vai trò là trùm và/hoặc trùm phụ không có vai trò gì trong câu chuyện và không thể chơi được trong bất kỳ bản nào (đã xuất hiện lần đầu tiên trong Sengoku Basara 3): Nanbu Harumasa, Satake Yoshishige, Utsunomiya Hirotsuna, Anegakōji Yoritsuna, Amago Haruhisa và Naoe Kanetsugu.

## Soundtrack
Ca khúc mở đầu chủ đề là bài "Naked arms" của T.M.Revolution. Phiên bản Mỹ của game sử dụng bản tiếng Anh của "Naked Arms" là bài mở đầu. Ca khúc kết thúc chủ đề là bài "Gyakkō" của Ishikawa Chiaki. Phiên bản Mỹ của game sử dụng một bản nhạc khí gọi là "Kizuna, Kokorozashi, Inochi" của Kow Ohtani.

## Đón nhận
Tại Bắc Mỹ, game nhận được các đánh giá "trái chiều hoặc trung bình" trên cả hai nền tảng theo trang web tổng hợp kết quả đánh giá website Metacritic. Tại Nhật Bản, game nhận được những đánh giá "nói chung là thuận lợi". Tạp chí trò chơi điện tử Nhật Bản, Famitsu, cho phiên bản PS3 version số điểm 9/9/8/8 với tổng số 34/40 và phiên bản Wii có số điểm 9/8/8/8 với tổng số 33/40.
Capcom sau đó tuyên bố rằng game đã bán được hơn 500.000 bản tại Nhật Bản vào ngày 8 tháng 9 năm 2010, trở thành phiên bản Sengoku Basara bán chạy nhất và nâng tổng số lượng bán ra cho sê-ri lên 2,1 triệu. Trò chơi về sau được phát hành lại dưới nhãn PlayStation 3 the Best (có nghĩa là nó là sản phẩm bán chạy nhất tại Nhật Bản). Trò chơi đã bán được tổng cộng 292.519 bản trong tuần đầu tiên được bán tại Nhật Bản (PS3: 242.698 bản/Wii: 49.821 bản) với phiên bản PS3 là tựa game bán chạy nhất trong tuần và phiên bản Wii là tựa game bán chạy thứ năm trong tuần. Đây sẽ là lần ra mắt cao nhất cho một tựa game Sengoku Basara cho đến nay. Trò chơi đã bán được tổng cộng 610.818 bản tại Nhật Bản (PS3: 422.765 bản/Wii: 188.053 bản).